# Марио Рийдинг
Марио Рийдинг (на английски: Mario Reading) е английски писател на бестселъри в жанра исторически трилър и документална литература.

## Биография и творчество
Марио Рийдинг е роден през 1953 г. в Борнмът, Дорсет, Англия, в семейството на Гордън и Лизелот Рийдинг. Отраства в Англия, Германия и Южна Франция. Завършва гимназия в Ръгби. Учи сравнителна литература в Университета в Източна Англия при Малкълм Бредбъри и Ангус Уилсън. Специализира също френска и немска литература и превод.
След дипломирането си работи на разни места като търгува с ценни антични книги, учи езда в Кейптаун и обездка във Виена, игре професионално поло в Индия, Франция, Испания и Дубай, управлява конюшни Глочестър и кафеената плантация на съпругата си в Мексико.
Първата му документална книга „Dictionary of the Cinema“ е издадена през 2001 г. Същата година е издаден и първият му роман „The Music Makers“.
Марио Рийдинг е известен изследовател и експерт на предсказанията на френския аптекар и ясновидец, Нострадамус. Плод на неговите научни и творчески проучвания е първият му роман „Предсказанията на Нострадамус“ от поредицата „Нострадамус“ е издаден през 2009 г. Главният герой, американският писател Адам Сабир, рискува живота си, за да открие изчезналите 58 четиристишия на Нострадамус. Той и могъщите членове на тайното общество Корпус Малефикус са в съдбоносна надпревара за откриване на древния ръкопис, запазил тайните на изчезналата цивилизация на маите. Дали в Двореца на маските и с помощта на кристалния череп ще се стигне до истината за бъдещето на света? Следват продълженията „Кодът на маите“ и „Третият Антихрист“. Трилогията става бестселър и е издадена в 32 страни по света.
През 2013 г. е издаден романът му „Пророчеството на тамплиерите“ от историческата поредица „Джон Харт“. През 1190 г. тамплиерът Йоханес фон Хартлиус спасява Светото копие от тялото на Фридрих I Барбароса по време на Третия кръстоносен поход. В наши дни то се пази от потомците на фон Хартлиус – Пазителите на копието, един от които е бащата на Джон Харт. Баща му е ритуално убит, а в това е замесена немска окултна организация, наречена Братството на копието. Джон Харт прониква в организацията, за да разследва убийството, но тайната на реликвата е по-страшна, отколкото той би могъл да си представи.
Марио Рийдинг е Член на Менса и на Международно общество за философско проучване (ISPE). През 2015 г. е избран за един от 100-те най-духовно влиятелни живи хора от списание „Watkins Mind Body Spirit“.
Марио Рийдинг умира от рак на 29 януари 2017 г.

## Произведения

### Самостоятелни романи
- The Music Makers (2001)

### Серия „Нострадамус“ (Nostradamus)
1. The Nostradamus Prophecies (2009)
Предсказанията на Нострадамус, изд.: „Унискорп“, София (2011), прев. Иван Дионисиев
2. The Mayan Codex (2010)
Ръкописът на маите : знамения от древни писания, изд.: „Унискорп“, София (2013), прев. Иван Дионисиев
3. The Third Antichrist (2011)
Третият Антихрист : знаменията на 666, изд.: „Унискорп“, София (2015), прев. Евелина Пенева

### Серия „Джон Харт“ (John Hart)
1. The Templar Prophecy (2013)
2. The Templar Inheritance (2015)
3. The Templar Succession (2016)

### Документалистика
- Dictionary of the Cinema (2001)
- Nostradamus (2006)
- The Movie Companion (2006)
- The Watkins Dictionary of Dreams (2007)
- Nostradamus: The Good News (2007)
- The Complete Prophecies of Nostradamus (2009)
- Nostradamus: The Top 100 Prophecies (2010)
- Nostradamus & The Third Antichrist (2011)